# 亞伯特·芬尼
小亞伯特·芬尼（英語：Albert Finney, Jr.，1936年5月19日—2019年2月7日），英國演員，曾經5度入圍奧斯卡獎。他在早期於舞台劇演出時，曾經被稱為「第2位勞倫斯·奧立佛」。

## 生平
主演的1963年作品《湯姆·瓊斯》获得了奥斯卡最佳男主角提名。
2011年5月，他被报道称正在接受肾癌治疗。2019年2月7日，在倫敦皇家馬斯登醫院因胸部感染逝世，享壽82岁。

## 作品
- 1963年：《湯姆·瓊斯》（Tom Jones）
  - 提名奥斯卡最佳男主角獎 （得獎者：薛尼·鮑迪）
- 1974年：《東方快車謀殺案》
  - 提名奥斯卡最佳男主角獎 （得獎者：亞特·卡尼）
- 1983年：《化妝師》（The Dresser）
  - 提名奥斯卡最佳男主角獎 （得獎者：勞勃·杜瓦）
- 1984年：《在火山下》（Under the Volcano）
  - 提名奥斯卡最佳男主角獎 （得獎者：F·莫瑞·亞伯拉罕）
- 1990年：《黑幫龍虎鬥》
- 2000年：《永不妥協》
  - 提名奥斯卡最佳男配角獎 （得獎者：班尼西歐·狄奧·托羅）
- 2003年：《大智若魚》
- 2005年：《地獄新娘》
- 2006年：《醇美年華》
- 2006年：《奇異恩典》
- 2007年：《神鬼認證：最後通牒》
- 2007年：《魔鬼知道你死前》
- 2012年：《007空降危機》（Sky Fall）
- 2012年：《神鬼認證4》（The Bourne Legacy）

## 外部連結
- 亞伯特·芬尼在互联网电影资料库（IMDb）上的資料（英文）